# Cherry Bomb
„Cherry Bomb” – utwór rockowego zespołu The Runaways, wydany 15 czerwca 1976 roku jako pierwszy singel z płyty The Runaways.
Jest to najbardziej rozpoznawalna piosenka zespołu. „Cherry Bomb” została nazwana pięćdziesiątą drugą najlepszą hardrockową piosenką według VH1.
Gitarzystka i wokalistka Joan Jett napisała utwór razem z producentem zespołu, Kimem Fowleyem. W filmie dokumentalnym z 2005 roku, Edgeplay: A Film About the Runaways, Fowley i wokalistka grupy Cherie Currie przyznali, że piosenka została napisana dla Currie w czasie jej audycji do zespołu, ponieważ wybrała utwór, którego zespół nie chciał grać (był to „Fever” w wykonaniu Peggy Lee).
Singel stał się wielkim hitem w Japonii, osiągając pierwsze miejsce listy przebojów w 1976 roku i nadal utrzymując się w pierwszej dziesiątce rok później. Piosenka osiągnęła sukces także w Australii, docierając do 57 miejsca listy ARIA, oraz w Skandynawii, gdzie dotarł do szczytu list przebojów. W Stanach Zjednoczonych utwór nie dotarł nawet do Billboard Hot 100, zatrzymując się na sto szóstym miejscu.

## Inne wersje
W 1984 Jett nagrała utwór ponownie ze swoim zespołem The Blackhearts. Ta wersja znajduje się na albumie Glorious Results Of A Misspent Youth. W 1993 zespół Bratmobile grający riot grrrl punk nagrał queer punkową wersję „Cherry Bomb” i umieścił ją na albumie Pottymouth.
Wersja live w wykonaniu Runaways została umieszczona na płycie Live In Japan.
Utwór jest też często wykonywany przez poszczególne członkinie zespołu na ich koncertach.

## Użycia w kulturze popularnej
Utwór wykorzystano w takich filmach jak Uczniowska balanga, Wybuchowy weekend oraz Strażnicy Galaktyki. Currie i Jett nagrały nową wersję „Cherry Bomb” specjalnie na grę Guitar Hero: Warriors of Rock.

## Pozycje na listach
| Listy przebojów (1976-77)                     | Pozycja |
| --------------------------------------------- | ------- |
| Japanese Singles Chart                        | 1       |
| Swedish Charts                                | 1       |
| Ukrainian Singles Chart                       | 2       |
| US Bubbling Under Hot 100 Singles (Billboard) | 6       |
| US Billboard Hot 100                          | 106     |
| Australian ARIA Charts                        | 57      |
| UK Singles Chart                              | 2       |